# ジェットスター航空
ジェットスター航空（ジェットスターこうくう、Jetstar Airways）は、オーストラリアのメルボルンに本社をおく、国内線・国際線を運航する格安航空会社（LCC）である。

## 概要

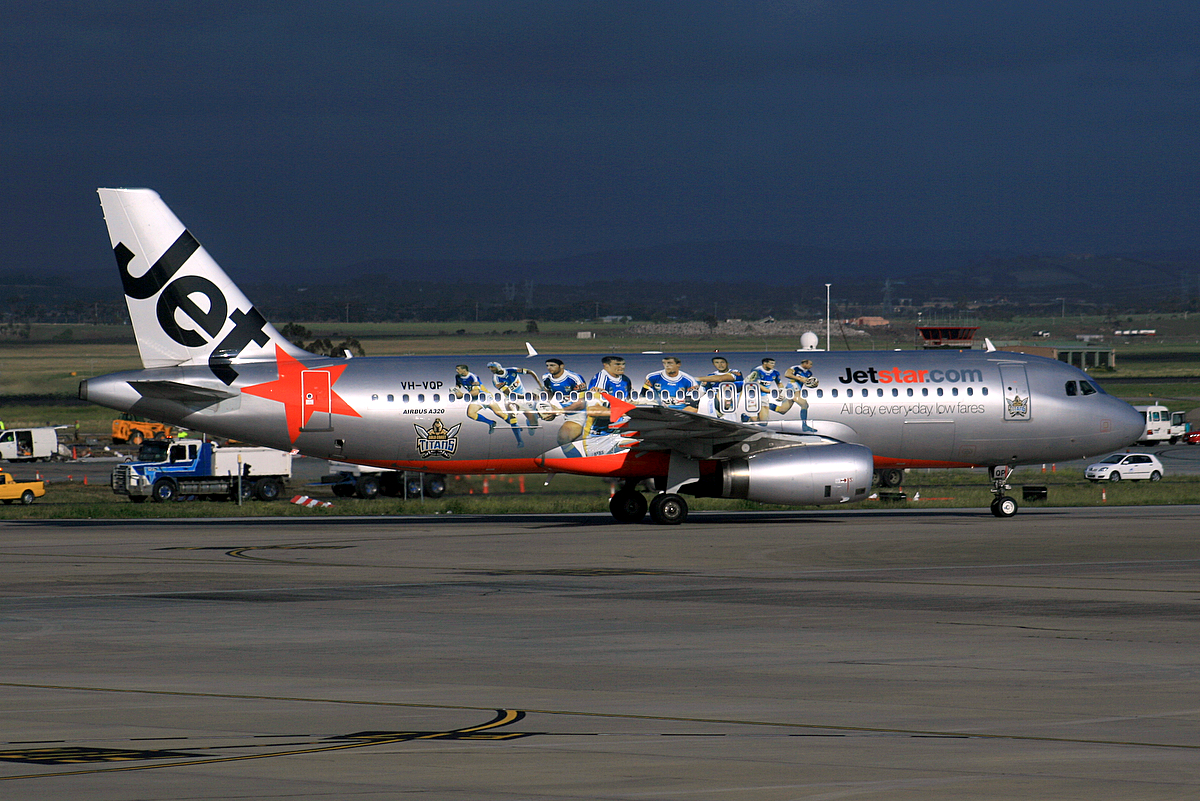
ジェットスター航空 エアバスA320型機

カンタス航空が、格安航空会社のヴァージン・ブルー（現・ヴァージン・オーストラリア）に対抗するために完全子会社として設立し、2004年5月25日から運航を開始した。2001年11月20日に買収された旧・インパルス航空の経営陣によって経営されている。カンタス航空の子会社ではあるが、人材や機材の共有などは一切行わず、自由度の高い経営が実現されていることから、マーケティングが中途半端になって撤退や親会社への統合が相次ぐ大手航空会社設立の格安航空会社の中では抜群の成績を誇っている。
2006年4月に、カンタス航空は次の計画を発表した。
- 同年7月に赤字経営が続いていた、観光客向け国際線子会社・オーストラリア航空を吸収、その後路線網を再構築し、同年11月にジェットスター航空が運航。
- ジェットスター航空は、エアバスA330-200型機を6機導入し、アジア・太平洋方面への長距離路線に参入する。日本路線としては、2007年3月に関西-ブリスベン-シドニーを新たに就航するほか、カンタス便として運航中の関西-ケアンズと名古屋-ケアンズを2007年半ばからジェットスター運航に切り替える[3]。

ジェットスター（Jetstar★）という共通ブランドを使用しているカンタス航空の子会社は世界各地に設立されており、シンガポールにジェットスター・アジア航空が設立されている。また、2012年7月1日にはカンタス航空・日本航空（JAL）・三菱商事の3社が共同出資し、日本の成田国際空港を拠点とする「ジェットスター・ジャパン」が就航した。日本ではテレビCMが全日帯を中心に各地の民放局で放送されている。また、2013年年末頃にはカンタス航空・中国東方航空の2社が共同出資する「ジェットスター香港」が就航開始する予定であったが、香港政府の認可が下りず、設立に至っていない。
2010年1月、マレーシアのエアアジアと、格安航空会社としては世界初となる業務提携を発表した。次世代ナローボディ機の共同仕様化、機材や部品の共同購入などで、コスト削減を行う。
ジェットスター航空の日本版サイトには、「観光庁長官登録旅行業第1829号」の表記があるが、これは関連会社のジェットスター・ホリデーズ株式会社（本社 : 大阪府大阪市中央区安土町2丁目3番13号 大阪国際ビル 13階）のものである。
「Jetstar Airways Pty Limited」（所在地：オーストラリア国ビクトリア州メルボルン市バーク通り222番地）、「Jetstar Asia Airways Pte. Ltd.」（所在地：シンガポール共和国819642エ
アポート・ ブールバード8  、チャンギ空港第1ター）は、「ジェットスター・ ジャパン株式会社」（所在地：東京都港区虎ノ門三丁目5番 号虎ノ門37森ビル）と主に、東京都港区虎ノ門に商業登記している。

## サービス
なるべく低価格で航空券を販売するため、エコノミークラスではチケットにサービス料金を組み込まず、希望者にのみ別料金でサービスを行う。有料サービス提供時は、客室乗務員が座席表にてプリペイド予約の有無を確認する。座席はエコノミークラスでもレザーシートが採用されている。ビジネスクラスであるスタークラスではいずれも無料で提供される。
国際線（日本路線含む）の別料金の追加サービス
- 機内食（片道あたり2食分とソフトドリンク）- 2,500円 （運賃に関係なく食べ物の機内への持込可）
- エコノミークラスのアルコールは有料（飲料水は機内に無料冷水機を提供）
- コンフォートパック（持帰り可能な毛布・空気枕、アイマスク、耳栓）- 600円（機内900円）

- 機内エンターテインメント（ビデオ・オン・デマンドとヘッドセット） - 900円（機内1200円）

またエコノミークラスでは、一度サービスを予約するとキャンセルできない仕様になっている（予約直後からキャンセル料100％）。エコノミークラスには2種類設定されており、「ジェットセーバーライト」は、機内持込手荷物の10kgのみで、受託手荷物として荷物を預けることができない代わりに、若干安い価格が設定されている。一方、「ジェットセーバー」では機内持込手荷物10kgに加え、受託手荷物として20kgまでの荷物を預けることができる。
B787型機の機材ではパナソニック社製のeX2と呼ばれる機内エンターテイメントが導入されている。

## 日本との関係

### 日本への運航路線
機材などは変更となる場合がある。公式サイトを参照。
| 便名    | 路線      | 路線       | 機材            | コード シェア |
| ------- | --------- | ---------- | --------------- | ------------- |
| JQ9/10  | 東京/成田 | ブリスベン | ボーイング787-8 | AY            |
| JQ25/26 | 東京/成田 | ケアンズ   | ボーイング787-8 | AY、JL        |
| JQ25/26 | 東京/成田 | シドニー   | ボーイング787-8 | AY、JL        |
| JQ23/24 | 大阪/関西 | ブリスベン | ボーイング787-8 | AY            |
| JQ15/16 | 大阪/関西 | ケアンズ   | ボーイング787-8 | AY、JL        |
| JQ12/13 | 大阪/関西 | シドニー   | ボーイング787-8 | AY            |
| JQ12/13 | 大阪/関西 | メルボルン | ボーイング787-8 | AY            |

コードシェア
- AY-フィンエアー
- JL-日本航空

### 日本との歴史
- 2007年3月、関西-ブリスベン-シドニー-関西の航路で、日本への定期便初就航[7]。
- 2007年8月2日に、名古屋-ケアンズ線に当初週6便で就航[8]。
- 2008年12月18日、成田-ケアンズ線、成田-ゴールドコースト線をエアバスA330-200型機にて開設[9]。成田-ケアンズ線は、カンタス航空からの引継ぎとなる。なお、これに伴い、名古屋線から撤退。
- 2009年12月、関西-ケアンズ線を就航。
- 2014年4月30日、成田-メルボルン線の運航を開始した[10]。
- 2022年7月20日、成田-ケアンズ線を再開し、2年4カ月ぶりに日本路線を再開。
- 成田-ゴールドコースト線は2023年10月27日をもって運休。
- 2023年12月3日から、成田-ブリスベン線に新規就航。
- 2024年4月1日から、関西-シドニー線に新規就航[11]。

## 就航都市

### オセアニア
オーストラリア
- ニューサウスウェールズ州
  - Ballina、ニューカッスル、シドニー
- ノーザンテリトリー
  - ダーウィン
- クイーンズランド州
  - ブリスベン、ケアンズ、ゴールドコースト、ハミルトン島、マッカイ、サンシャイン・コースト、タウンズビル、Proserpine
- 南オーストラリア州
  - アデレード
- タスマニア州
  - ホバート、ローンセストン
- ビクトリア州
  - メルボルン、Avalon
- 西オーストラリア州
  - パース

 ニュージーランド
- オークランド、クライストチャーチ、ダニーデン、クイーンズタウン、ウェリントン

 フィジー
- ナンディ

 クック諸島
- ラロトンガ(2026年5月18日より就航予定)

### アジア
インドネシア
- デンパサール、ジャカルタ

 日本
- 東京/成田、大阪/関西

 韓国
- ソウル/仁川（2019年12月8日より就航開始）[12]

 シンガポール
- シンガポール

 タイ
- バンコク
- プーケット

 ベトナム
- ホーチミン[13]

 フィリピン
- マニラ(2025年11月27日より運航再開予定)[14]、セブ(2025年12月3日より就航予定)[15]

### 北アメリカ
アメリカ合衆国
- ホノルル

### かつての就航地
- 日本
  - 名古屋/中部、沖縄/那覇
- 中国
  - 武漢

## 機材

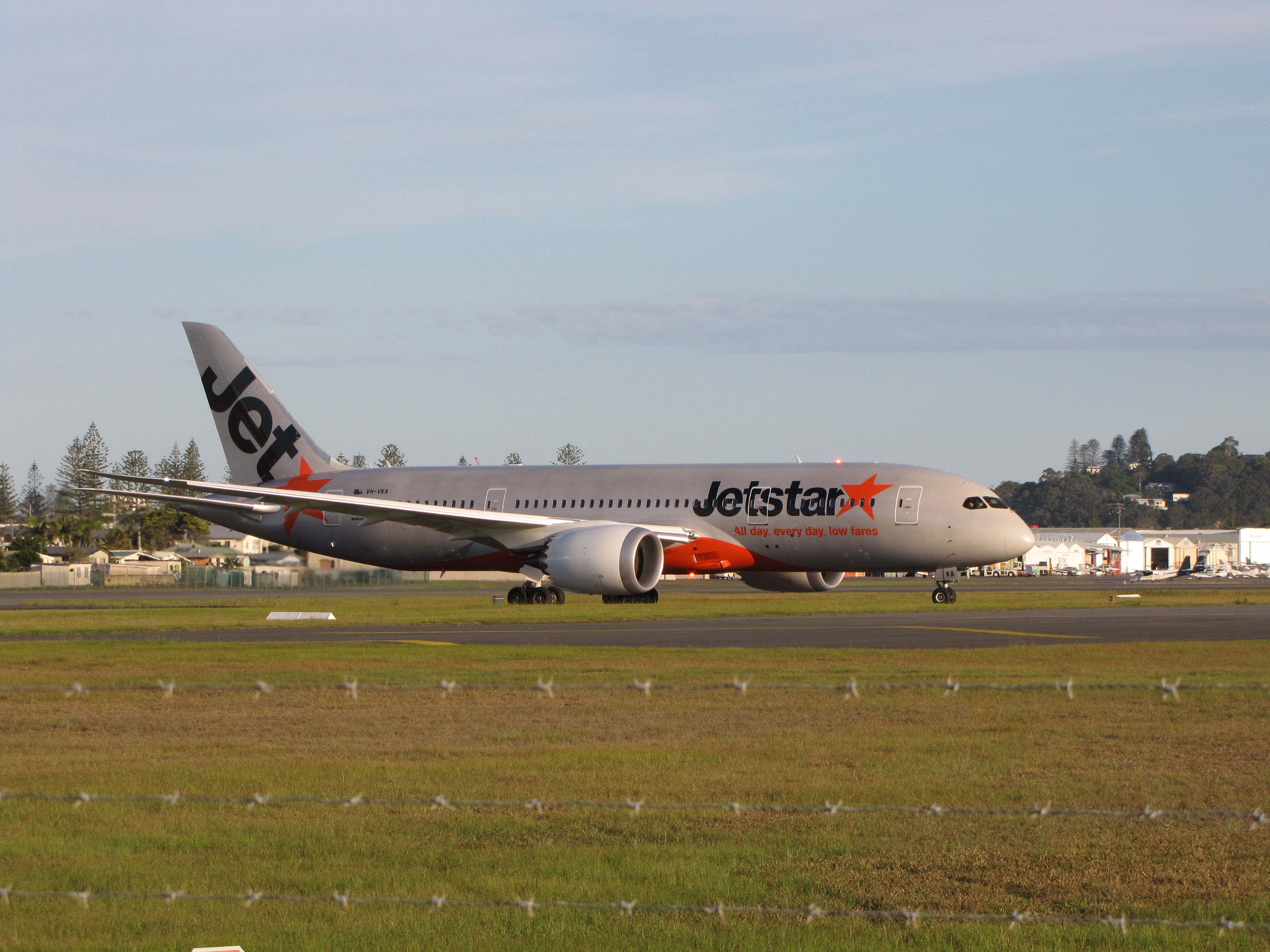
ジェットスター航空 ボーイング787-8型機

- ボーイング787-8 11機（ビジネス21席、エコノミー314席）
- エアバスA320-200 53機（180席）
- エアバスA321neo 2機 （220席）
- エアバスA321-200 6機 （220席）

2022年12月現在

## ジェットスター・グループの会社
- ジェットスター・アジア（シンガポール）
- ジェットスター・ジャパン（日本）

## 事故・トラブルなど
2019年3月29日、ケアンズ発関西空港行ジェットスター15便（ボーイング787、機体記号VH-VKJ）が、関西空港への着陸直前に、左右双方のエンジンが出力低下の状態になっていたことが、同年4月3日の新聞報道で判明。負傷者はいなかったものの、日本の国土交通省はこのトラブルを事故につながりかねない重大インシデントに指定し、運輸安全委員会が事故調査官3名を同空港に派遣する事態となった。原因は本事案の2日前に行われた燃料タンクの殺菌作業で使われた殺菌剤の成分（マグネシウム塩）が燃料調整弁に固着していたためだった。

## テレビ番組
- 日経スペシャル ガイアの夜明け 大空の格安競争 ～国際線で巻き起こる低価格旋風～（2008年1月29日、テレビ東京）[21] - 日本に殴り込みをかける格安航空会社を取材。